# Enlace de Vilamoure
La Autovía (LU-12) o enlace de Vilamoure con una distancia de apenas 4 km, está situada en el Ayuntamiento de Lugo la cual fue concebida según el Ministerio de Fomento, "para dar otro impulso a la (A-54) Autovía Lugo-Santiago", la utilidad de esta pequeña autovía es conectar la (A-54) y la LU-612 Carretera de Portomarín, con la N-540 en la Glorieta de Esperante y dar acceso a la zona de "As Arieiras" y conexión directa con autovía al Hotel Santiago & Spa, la LU-232 o Carretera Lugo - Friol debido a la crecida industrial de Friol y la urbanización Bela Vista a las afueras de Lugo.

## Características de la carretera
La LU-12, es una autovía de 3,6 km situada al suroeste de la ciudad de Lugo. Consta de dos carriles por cada sentido, ambos limitados a  km/h y con 3,5 m de ancho por cada carril, arcenes interiores de 1 m y arcenes exteriores de 2,5 m. y una mediana de Barreras New Jersey.

## Inversión
El Ministerio de Fomento, ha invertido 18,3 millones de euros, de los cuales 11,5 millones de euros corresponden a la inversión en obra, 6,2 millones de euros a las expropiaciones en este tramo y 0,6 millones de euros corresponden a los contratos de asistencias técnicas de proyecto y control y vigilancia de este tramo.

## Restauración ambiental
El Ministerio de Fomento, para la restauración de las pérdidas medioambientales, comenzó un proceso de restauración.
En el proceso de preparación del terreno para comenzar las obras se talaron más de 4000 ejemplares autóctonos de la zona, por lo cual el Ministerio de Fomento plantó el número de ejemplares perdidos, además el Ministerio de Fomento ha instalado unas barreras acústicas por todo el recorrido para así reducir el impacto acústico de la carretera. Todas estas labores de restauración ambiental han costado aproximadamente 280.000 €, los cuales no entran en el presupuesto inicial de 18,3 millones